# Hrolîn, Șepetivka
Hrolîn (în ucraineană Хролин) este localitatea de reședință a comunei Hrolîn din raionul Șepetivka, regiunea Hmelnîțkîi, Ucraina.

## Demografie
Componența lingvistică a localității Hrolîn
     Ucraineană (97,34%)
     Rusă (2,31%)
     Alte limbi (0,12%)
Conform recensământului din 2001, majoritatea populației localității Hrolîn era vorbitoare de ucraineană (97,34%), existând în minoritate și vorbitori de rusă (2,31%).